# Ranalisma humile
Ranalisma humile là một loài thực vật có hoa trong họ Alismataceae. Loài này được (Rich. ex Kunth) Hutch. miêu tả khoa học đầu tiên năm 1936.